# Berensch
Berensch ist ein Ortsteil des Cuxhavener Stadtteiles Berensch-Arensch in Niedersachsen.

## Geschichte
Die Gemeinden Arensch, Berensch, Cuxhaven, Döse, Duhnen, Groden, Gudendorf, Holte, Insel Neuwerk, Oxstedt, Ritzebüttel, Sahlenburg, Spangen, Stickenbüttel, Süder- und Westerwisch gehörten bis 1864 dem hamburgischen Amt Ritzebüttel und danach der Landherrenschaft Ritzebüttel an. 1926 gingen die Gemeinden Arensch, Berensch, Duhnen, Groden, Gudendorf, Holte, Insel Neuwerk, Oxstedt, Sahlenburg, Spangen, Stickenbüttel, Süder- und Westerwisch in der Landherrenschaft Hamburg auf. Mit dem Groß-Hamburg-Gesetz vom 1. April 1937 gingen die Gemeinden Arensch, Berensch, Gudendorf, Oxstedt, Sahlenburg, Holte und Spangen an den Landkreis Land Hadeln, Regierungsbezirk Stade der preußischen Provinz Hannover.
Im Wattenvorland westlich von Cuxhaven führten die Berthold Seliger Forschungs- und Entwicklungsgesellschaft mbH und die Hermann-Oberth-Gesellschaft zwischen 1957 und 1964 zahlreiche Raketenstarts durch, wobei einige Raketen der Berthold Seliger Forschungs- und Entwicklungsgesellschaft mbH Gipfelhöhen von über 100 Kilometern erreicht haben. Weitere Raketenstarts wurden seinerzeit in der Nähe von Arensch durchgeführt.
Bis 1937 gehörte Berensch zum Amt und in dessen Nachfolge zur Landherrenschaft Ritzebüttel und damit zum Landgebiet des Stadtstaats Hamburg.

## Politik

### Stadtrat und Bürgermeister
Der Ort Berensch-Arensch wird vom Cuxhavener Stadtrat vertreten.

### Ortsvorsteher
Der Ortsvorsteher von Berensch-Arensch ist Reinhard Hasenkampf (parteilos).

## Kultur und Sehenswürdigkeiten
Baudenkmale
→ Siehe: Liste der Baudenkmale in Berensch